# Koncert życzeń
Koncert życzeń (polonès: Concert de peticions) és un curtmetratge del 1967 del director polonès Krzysztof Kieślowski i protagonitzada per Jerzy Fedorowicz, produïda mentre Kieślowski era estudiant a l'Escola Nacional de Cinema, Televisió i Teatre a Łódź. La pel·lícula s'inclou com a funció addicional al llançament nord-americà en DVD de Bez końca de Kieślowski i al llançament de la Regió 2 Artificial Eye (Regne Unit) de Blizna.

## Argument
La pel·lícula segueix un grup de joves en un viatge al bosc prop de Przewoz, Polònia. Beuen, fumen, escolten música rock and roll i deixen caure brossa abans de marxar en un autobús. Un jove i una dona que havien estat d'acampada marxen amb una motocicleta. La motocicleta passa per davant de l'autobús a la carretera, deixant caure accidentalment la seva tenda de campanya i el carnet d'identificació de la dona, i l'autobús s'atura per recollir-lo. Els motociclistes tornen a l'autobús aturat i demanen la tenda. El conductor de l'autobús accepta tornar la tenda només si la dona ve amb ells. Ella accepta, i l'home recupera la identificació de la tenda. Un cop agafada la targeta, l'home torna a la tenda i la dona torna a marxar amb ell a la moto.

## Repartimentt
- Jerzy Fedorowicz - Andrzej
- Ewa Konarska - Ewa
- Ryszard Dembiński - conductor d'autobús
- Waldemar Korzeniowski
- Roman Talarczyk
- Andrzej Titkow
- Krzysztof Kieślowski - ciclista conduint una vaca
- Jerzy Rogalski